# Dolomit (hornina)

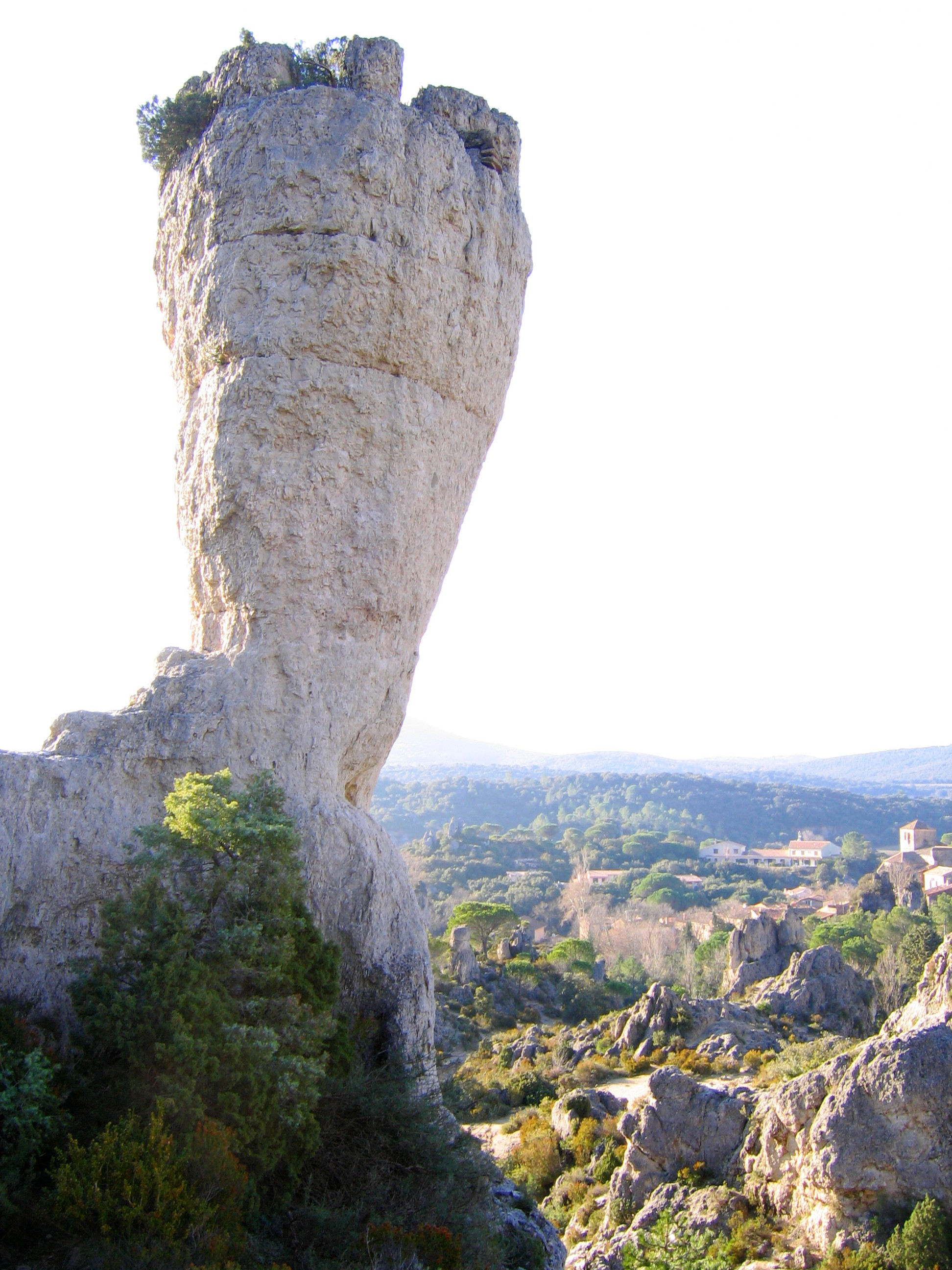
Dolomitová skála

Dolomit je monominerální hornina, tvořená z více než 90 % minerálem dolomitem. Vzniká buď jeho usazováním v hypersalinním vodním prostředí nebo častěji dolomitizací usazených vápenců.
Často obsahuje příměsi kalcitu, méně křemene nebo jiných nerostů. Vzhledem se podobá vápenci – je jemnozrnná až celistvá, nejčastěji žlutavé, šedé nebo bílé barvy. Dolomit patří mezi chemicky usazené horniny. Jeho mocné vrstvy vznikly vysrážením z mořské vody (proces je popsán u halitu). Dolomity tvoří spolu s vápenci souvrství. Přechod mezi dolomitem a vápencem není ostrý, vzniká tzv. dolomitický vápenec – hornina složená z dolomitu a převládajícího vápence. Dolomit proto často obsahuje příměsi kalcitu nebo vložky vápenců, v menší míře i křemene nebo jílových minerálů. Z pohledu průmyslového využití se za dolomit považují jen horniny obsahující 90 % až 100 % CaMg(CO3)2 a jen 0–10 % CaCO3. Z geochemického hlediska obsahuje dolomit 19,6–21,7 % hořčíku.

## Vznik dolomitů
Dolomity mohou vznikat buď primárně, tedy vysrážením z nasycených solných roztoků nebo sekundárně přeměnou zejména vápenců – tzv. dolomitizací. Jde o proces, vyznačující se obohacováním sedimentu o dolomit. Vápencové horniny jsou postupně přeměňovány na dolomitický vápenec, vápnitý dolomit až nakonec stejnorodou horninu dolomit. Primární dolomity, které vznikly vysrážením z roztoků jsou výrazně jemnozrnnější v porovnání se sekundárními dolomity, které vznikly diagenetickou dolomitizací.
Na vysvětlení procesu dolomitizace nepanuje mezi odborníky jednotný názor. Všeobecně je možno říci, že ji podporuje vysoká salinita prostředí, vyšší (zásadité, vyšší než 8,3) pH a teplota prostředí. Proces taktéž podporuje i přítomnost organických zbytků s vyšším obsahem hořčíku.
Nejčastěji proto k takovým procesům dochází v mělkých pánvích, kde asociují s ložisky evaporitů. K dolomitizaci dochází v příbřežní oblasti ovlivněné přílivem, zde je vsakovaná nebo přílivem přinášená voda obohacována o hořčíkové ionty a při zpětném prosakovaní a proudění tak obohacuje už existující sedimenty v tzv. infiltračně-refluxním systému.

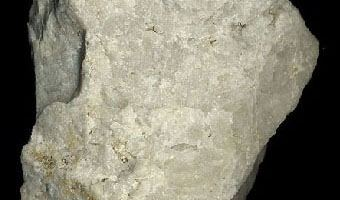
Dolomit z oblasti Pružiny, Strážovské vrchy

K pozdnědiagenetické dolomitizaci může docházet i vlivem obohacení roztoků o Mg2+ pocházejícího ze struktury různých minerálů (např. uvolnění ze smektitu po přeměně na illit) nebo ze schránek organizmů, které jsou bohatší na hořčík. Nadbytek hořčíku může též vzniknout spotřebováním iontů Ca2+, například po vysrážení sulfátů či kalcitu. Rozsáhlou diagenetickou dolomitizaci též mohou způsobovat mořské proudy obohacené o hořčík, které omývají podmořské karbonátové plošiny.

## Užití
Dolomit je surovinou pro výrobu žáruvzdorných cihel a speciálních cementů, v metalurgii jako žáruvzdorný materiál na ochranu stěn vysokých pecí, i v dalších odvětvích chemického průmyslu. Mletý se používá ke snížení kyselosti půdy a jako zásaditý prvek při výrobě vysokopecní vsázky aglomerováním (tzv. aglomerát). Čisté dolomity jsou vhodnou surovinou pro výrobu kovového hořčíku. V minulosti se používal k výrobě brizolitu.

## Výskyt
Rozšíření dolomitů v geologických obdobích nebylo rovnoměrné. Nejvíce jich vzniklo ve starších prvohorách a později na rozhraní jury a křídy. V dnešní době dochází k vzniku dolomitických sedimentů hlavně v okolí Baham, Floridy a Arabského moře, zkoumány byly též v Balchašském jezeře.

### Ve světě

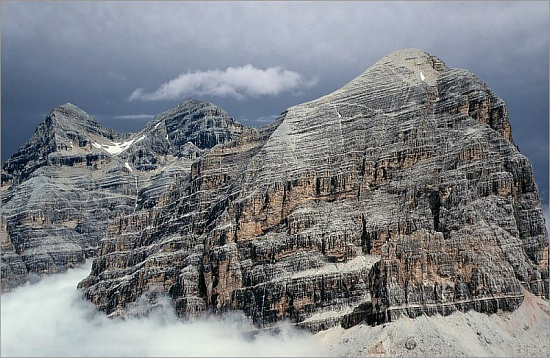
Horizontálně zvrstvené dolomity skupiny Tofana v Dolomitech

Známé je pohoří Dolomity v jižních Alpách, tvořené zejména střednětriasovými dolomity, které se ukládaly v šelfových oblastech moře Tethys.
- Slovensko – Chočské vrchy, jaderná pohoří Karpat, Slovenský kras
- Itálie – Dolomity v Alpách
- Malá Fatra
- a další